# Берлин (Джорджия)
Берлин (англ. Berlin) — таун в Колкуитте (Джорджия, США). Согласно переписи 2020 года, население составляет 511 человек.

## История
Берлин был зарегистрирован в качестве тауна в 1910 году. Почтовое отделение появилось в нём с того же года. Таун назван в честь столицы Германии. После вступления Америки в Первую мировую войну Берлин был переименован в Ленс из-за антинемецких настроений. Вскоре старое название было возвращено.

## География
Координаты Берлина — 31°04′03″ с. ш. 83°37′25″ з. д. (31.067405, −83.623649).
По данным Бюро переписи населения США, таун имеет общую площадь в 2,16 км2. Он полностью расположен на суше.

## Население
| Год переписи                              | Нас. |  | %±     |
| ----------------------------------------- | ---- |  | ------ |
| 1930                                      | 250  |  | —      |
| 1940                                      | 322  |  | 28,8%  |
| 1950                                      | 309  |  | −4%    |
| 1960                                      | 419  |  | 35,6%  |
| 1970                                      | 422  |  | 0,7%   |
| 1980                                      | 538  |  | 27,5%  |
| 1990                                      | 480  |  | −10,8% |
| 2000                                      | 595  |  | 24%    |
| 2010                                      | 551  |  | −7,4%  |
| 2020                                      | 511  |  | −7,3%  |
| 1930–2020 — перепись населения. Источник: |      |  |        |